# Комісія з нових радянських обрядів
Комі́сія з нови́х радя́нських обря́дів, або «комісія з радянських традицій, свят та обрядів» — комісія пізніх радянських часів, яка займалася розробкою, методологією та впровадженням нових «радянських обрядів» у життя.
Створена 1964 року при Верховній Раді УРСР, також при Раді Міністрів УРСР у 1969 року
Проіснувала з 1970-х років до розвалу радянського режиму. Такі комісії згадуються в Україні та Краснодарському краї Росії. В 1984 р. на студії Укркінохроніки був знятий фільм «Новые советские обряды».
Деякі комісії видавали книжки з теми соціалістичних обрядів .
Такі комісії існували при:
- Верховній Раді[4]
- Раді міністрів УРСР[5]
- Облвиконкомах[6]

## Інші назви
- "Республіканська комісія з вивчення і впровадження в побут нових громадянських свят і обрядів"
- "Комісія з радянських традицій, свят та обрядів"